# 王貫 (永樂舉人)
王貫，山西太原府榆次县人，明朝政治人物。舉人出身。

## 生平
王贯是山西等處承宣布政使司太原府榆次县人。永樂九年（1411年），辛卯科山西鄉試中舉，后任印州同知。